# Mirek Topolánek
Mirek Topolánek, né le 15 mai 1956 à Vsetín, est un ingénieur, homme d'affaires et homme d'État tchèque, membre du Parti démocratique civique (ODS) entre 1994 et 2015. 
Il est notamment président du gouvernement de la République tchèque de 2006 à 2009 et candidat à l'élection présidentielle de 2018.

## Biographie

### Carrière d'homme d'affaires
Il est diplômé du lycée militaire Jan Žižka z Trocnov d'Opava, où il faisait partie de l'Union tchécoslovaque socialiste de la jeunesse (SSM), et de la faculté de génie mécanique de l'université de technologie de Université de technologie de Brno. Il a d'abord travaillé comme designer, puis designer indépendant, dans la mécanisation et l'automatisation de l'usine OKD à Ostrava.
En 1987, il est recruté par Energoprojekt Praha, comme chef designer de l'usine d'Ostrava. Il démissionne quatre ans plus tard et crée VAE spol. s r. o., une société spécialisée dans les projets énergétiques.

### Débuts en politique
Au cours de l'été 1989, il hésite à adhérer au Parti communiste tchécoslovaque (KSČ), mais renonce face aux menaces de divorce de sa femme. Il rejoint finalement, au mois de novembre suivant, le Forum civique (OF). En 1994, il devient membre du Parti démocratique civique.

### Élection au Sénat
Lors des élections sénatoriales de novembre 1996, il se présente dans la soixante-dixième circonscription. Au premier tour, il remporte 37,9 % des suffrages, et est élu au Sénat au second tour avec 51,3 %. Cette même année, son entreprise énergétique est dissoute au profit de la société VAE a.s..
Réélu aux sénatoriales partielles de novembre 1998 par 63,3 % des voix au second tour, il devient ensuite président du groupe Parti démocratique civique (ODS), qui compte alors 28 sièges, puis 22 après le scrutin de 2000. À la suite des élections de novembre 2002, il est choisi comme vice-président de la chambre haute.

### Élection à la tête de l'ODS
À peine un mois plus tard, le 14 décembre, le congrès de l'ODS l'élit président du parti en remplacement de son fondateur et principal idéologue, Václav Klaus. Il se retire des affaires en 2003 et ne sollicite pas le renouvellement de son mandat sénatorial en 2004.

### Président du gouvernement

#### Élections législatives de 2006
En vue des élections législatives des 2 et 3 juin 2006, il conduit la campagne de son parti, dans l'opposition depuis huit ans. À l'issue du scrutin, l'ODS obtient 35,4 % des suffrages et 81 députés sur 200, soit un bond de 11,4 points et 23 sièges, ce qui en fait le meilleur score de l'histoire du parti libéral.
Cependant, la performance mitigée de l'Union chrétienne démocrate - Parti populaire tchécoslovaque (KDU-ČSL) et du Parti vert (SZ), qui se contentent de 13 et 6 sièges, respectivement, ne dégage pas de majorité absolue, le centre droit ne concentrant que 100 parlementaires sur 200, autant que le Parti social-démocrate tchèque (ČSSD) et le Parti communiste de Bohême et Moravie (KSČM) réunis.

#### Vote de défiance et contestations
Le 16 août 2006, le président de la République, Václav Klaus, le nomme président du gouvernement. Il présente, le 4 septembre suivant, un gouvernement composé de quatorze ministres, huit ODS et six indépendants. Seul le ministre du Travail et premier vice-président du parti, Petr Nečas, a rang de vice-président du gouvernement.
Il se soumet à un vote de confiance le 3 octobre, soit à l'expiration du délai constitutionnel des trente jours. Son gouvernement est repoussé par 99 voix contre, 96 pour et aucune abstention. Il démissionne formellement huit jours plus tard. Le chef de l'État lui demande d'assurer la gestion des affaires courantes.
Fin novembre 2006, les discussions entre l'ODS et le ČSSD sur la formation d'un gouvernement de grande coalition semblent sur le point d'aboutir, avant d'échouer début décembre. La position de Topolánek est fragilisée : au sein de son parti, le maire de Prague, Pavel Bém, fait connaître de plus en plus ouvertement sa disponibilité pour constituer un gouvernement ; on critique son conseiller en communication, l'omniprésent Marek Dalík, toujours dans son ombre sans avoir de fonction officielle au sein du parti ; enfin, sa liaison extraconjugale avec la députée ODS Lucie Talmanová fait les unes de la presse à scandale.

#### Investiture et exercice du gouvernement

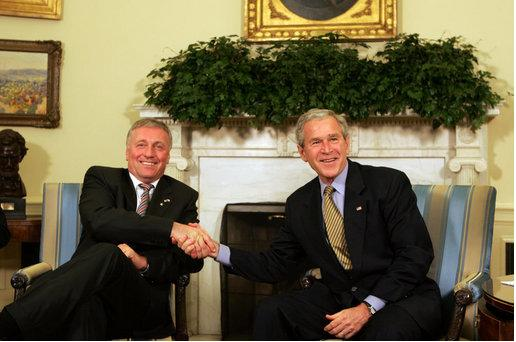
Mirek Topolánek et le président américain George W. Bush à la Maison-Blanche en 2008.

Finalement, la situation se démine peu à peu. D'un côté, il parvient à constituer une coalition gouvernementale avec la KDU-ČSL et le SZ, ce qui lui permet de former un second gouvernement le 9 janvier 2007, dans lequel Karel Schwarzenberg, sénateur indépendant, est nommé ministre des Affaires étrangères, ce qu'acceptera le président Klaus avec difficulté. De l'autre, l'ancien président du gouvernement et ex-chef du ČSSD Miloš Zeman critique ouvertement le président du parti, Jiří Paroubek, ce qui incite deux députés à s'abstenir. Lors du vote de confiance, organisé le 19 janvier, il l'emporte par 100 voix pour, 97 contre et 1 abstention.
Il donne son accord en juillet 2008 à l'installation par les États-Unis d'une base de radars, laquelle s'inscrit dans le projet de bouclier antimissile que l’administration Bush entend déployer en Europe centrale et orientale. Cette initiative s'avère controversée, alors que, selon les sondages, 70 % des citoyens tchèques s’opposent au projet américain.
Le 23 janvier 2009, il procède à un remaniement ministériel marqué par le départ du premier vice-président et ministre du Développement régional, Jiří Čunek, de la KDU-ČSL, mis en cause dans plusieurs affaires de corruption et détournement de fonds. La ministre de la Défense, Vlasta Parkanová, prend alors sa succession à la vice-présidence et Cyril Svoboda au ministère.

#### Motion de censure et retrait de la vie politique
À peine deux mois plus tard, le 24 mars, la Chambre des députés approuve une motion de censure présentée par l'opposition sociale-démocrate, par 101 voix pour et 96 contre. Il est contraint à la démission, et cède le pouvoir le 8 mai suivant au technocrate Jan Fischer, soutenu par l'ODS, le ČSSD et le SZ.
Chef de file de l'ODS pour les élections législatives des 28 et 29 mai 2010, il est contraint de se retirer de la vie politique le 13 avril, après avoir tenu des propos insultants sur les origines juives de Fischer, l'homosexualité du ministre des Transports et appelé à « botter le cul » des électeurs sociaux-démocrates.

### Élection présidentielle de 2018
Il se porte candidat à l'élection présidentielle tchèque de 2018 deux jours avant la clôture des candidatures. Il reçoit le soutien de l'ODS, dont il a été exclu en 2015 pour ne pas avoir réglé ses cotisations.
Le 13 janvier 2018, il arrive en sixième position du premier tour avec 4,30 % des voix.

### Vie personnelle
Marié, Mirek Topolánek a une liaison avec la députée Lucie Talmanová. Alors que les médias font état de cette relation, le chef du gouvernement réfute l'idée d'une relation intime, évoquant une « grande amitié ». Talmanová, qui s'installe en janvier 2007 avec son compagnon, accouche en juillet 2007 d'un garçon, prénommé Nicolas. Le lendemain de la naissance de son fils, Mirek Topolánek annonce son intention de divorcer de son épouse. Il se marie avec Lucie Talmanová le 3 juin 2010.
Le 22 juillet 2009, le photographe italien Antonello Zappadu, célèbre pour ses clichés pris notamment lors de fêtes privées organisées dans des villas du président du Conseil italien Silvio Berlusconi, dévoile des photographies mettant en évidence Mirek Topolánek complètement nu dans une piscine, entouré d'une dizaine de jeunes femmes nues, elles aussi, dans la villa Certosa, appartenant au chef du gouvernement italien, où Topolánek passait souvent ses vacances.